# Geringhauser Mühle
Geringhauser Mühle (in Landkarten meist Geringerhausermühle geschrieben) ist ein Ortsteil von Nümbrecht im Oberbergischen Kreis im südlichen Nordrhein-Westfalen (Deutschland) innerhalb des Regierungsbezirks Köln.

## Lage und Beschreibung
Der Ort liegt zwischen den Nümbrechter Ortsteilen Geringhausen im Norden und Harscheid im Süden. Der Ort liegt in Luftlinie rund 2,6 km südlich vom Ortszentrum von Nümbrecht entfernt.

## Bus und Bahnverbindungen

### Bürgerbus
Haltestelle des Bürgerbusses der Gemeinde Nümbrecht.
Route: Geringhauser Mühle
- Buch-Haan-Hömel-Wirtenbach-Geringhausen-Nippes-Nümbrecht/Busbahnhof.